# Jean-Jacques Dessalines

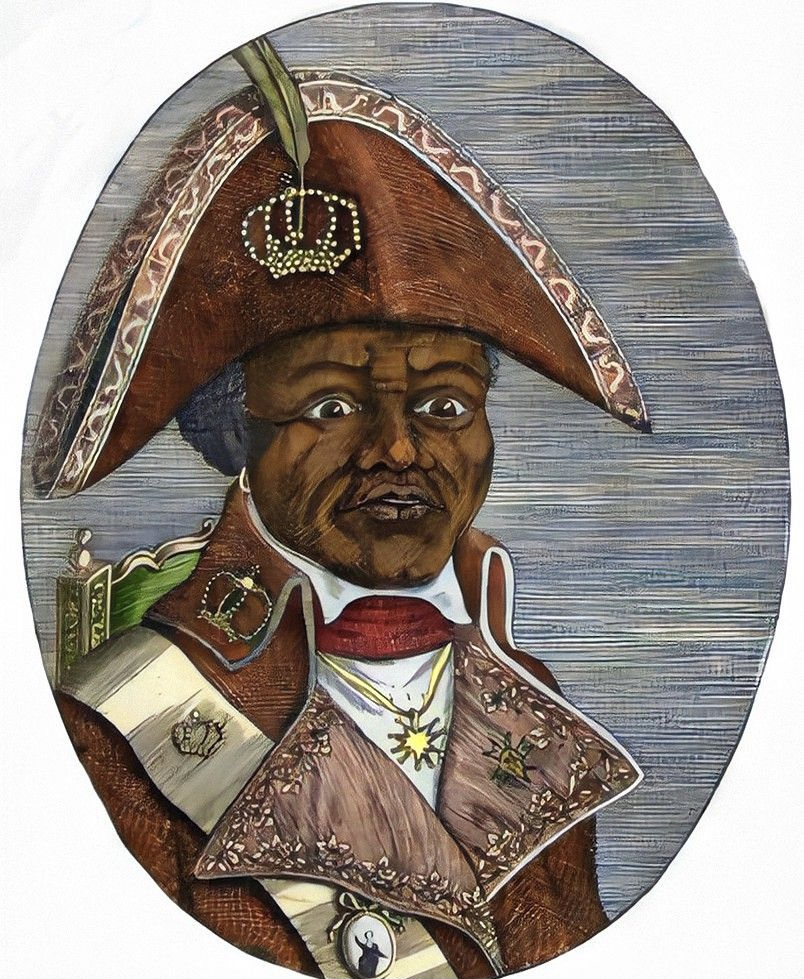
Jean-Jacques Dessalines

Jean-Jacques Dessalines (* 20. September 1758 in Grande-Rivière-du-Nord, Saint-Domingue; † 17. Oktober 1806 in Pont-Rouge, Haiti) wurde 1804 der erste Generalgouverneur der unabhängigen Republik Haiti und war von 1804 bis 1806 als Jacques I. (deutsch Jakob I.) Kaiser des Ersten Kaiserreichs in Haiti.

## Leben
Dessalines war ein ehemaliger Sklave der französischen Kolonie Saint-Domingue, des heutigen Haiti. Im Verlauf der Haitianischen Revolution, einer Serie von Ereignissen gegen Ende des 18. Jahrhunderts, in denen die ehemaligen Sklaven in verschiedenen Allianzen für und gegen die Kolonialmacht Frankreich gekämpft hatten, stieg Dessalines unter Toussaint Louverture zum General auf. Er war maßgeblich an dem Sieg Toussaints über seinen Rivalen André Rigaud im „Krieg der Messer“ beteiligt und erwarb sich in diesem Konflikt den Ruf eines ebenso brutalen wie effektiven Soldaten. Nachdem Louverture durch eine französische List in Gefangenschaft geraten war, rief General Dessalines 1804 die Unabhängigkeit aus und erklärte sich selbst am 22. September 1804 zum Kaiser von Haiti. Der junge Staat konnte jedoch keine Stabilität erlangen.
Am 17. Oktober 1806 wurde der Kaiser im Auftrag von Henri Christophe ermordet, der sich selbst anschließend zum Präsidenten und 1811 zum König von Nord-Haiti ausrufen ließ. Der Mord führte zu erbitterten Auseinandersetzungen zwischen der kreolischen und der afrikanischen Bevölkerung, so dass Haiti im Bürgerkrieg in eine nördliche Hälfte unter dem Schwarzafrikaner Henri Christophe und eine südliche Hälfte unter dem Mulatten Pétion zerfiel. Eine zeitgenössische Tageszeitung berichtete folgendermaßen davon:
„London, den 22 Dez. (Über Dänemark.) […] Vorgestern gingen amerikanische Nachrichten ein, die bis zum 20. November reichen. Diese melden, dass der bisherige Beherrscher von St. Domingo oder Hayti, Dessalines, in einer Insurrektion umgebracht worden, die wegen seines tyrannischen Verfahrens entstanden war. Die Regierung der Insel wird an den Neger Christophe kommen, der den Dessalines an Talenten weit übertreffen soll. Bevor Dessalines ermordet wurde, hatte er mehrere seiner Generäle und Offiziere umbringen lassen. Es herrscht jetzt auf St. Domingo eine große Gährung. Ein Haufen Neger soll dafür seyn, dass man sich an England ergebe, und dabey gewisse Bedingungen zu Gunsten der Schwarzen festsetze. […]“
Die haitianische Nationalhymne La Dessalinienne erinnert an ihn, ebenso tragen eine Stadt und ein Arrondissement den Namen Dessalines.